# Cyrtopholis montserrat
Cyrtopholis montserrat is een spinnensoort uit de familie van de vogelspinnen (Theraphosidae). De wetenschappelijke naam van de soort werd in 2024 gepubliceerd door Danniella Sherwood, Ray Gabriel, Karl Questel, Christine Rollard en Elise-Anne Leguin.
De soort komt voor in Montserrat.